# Mustang Wanted

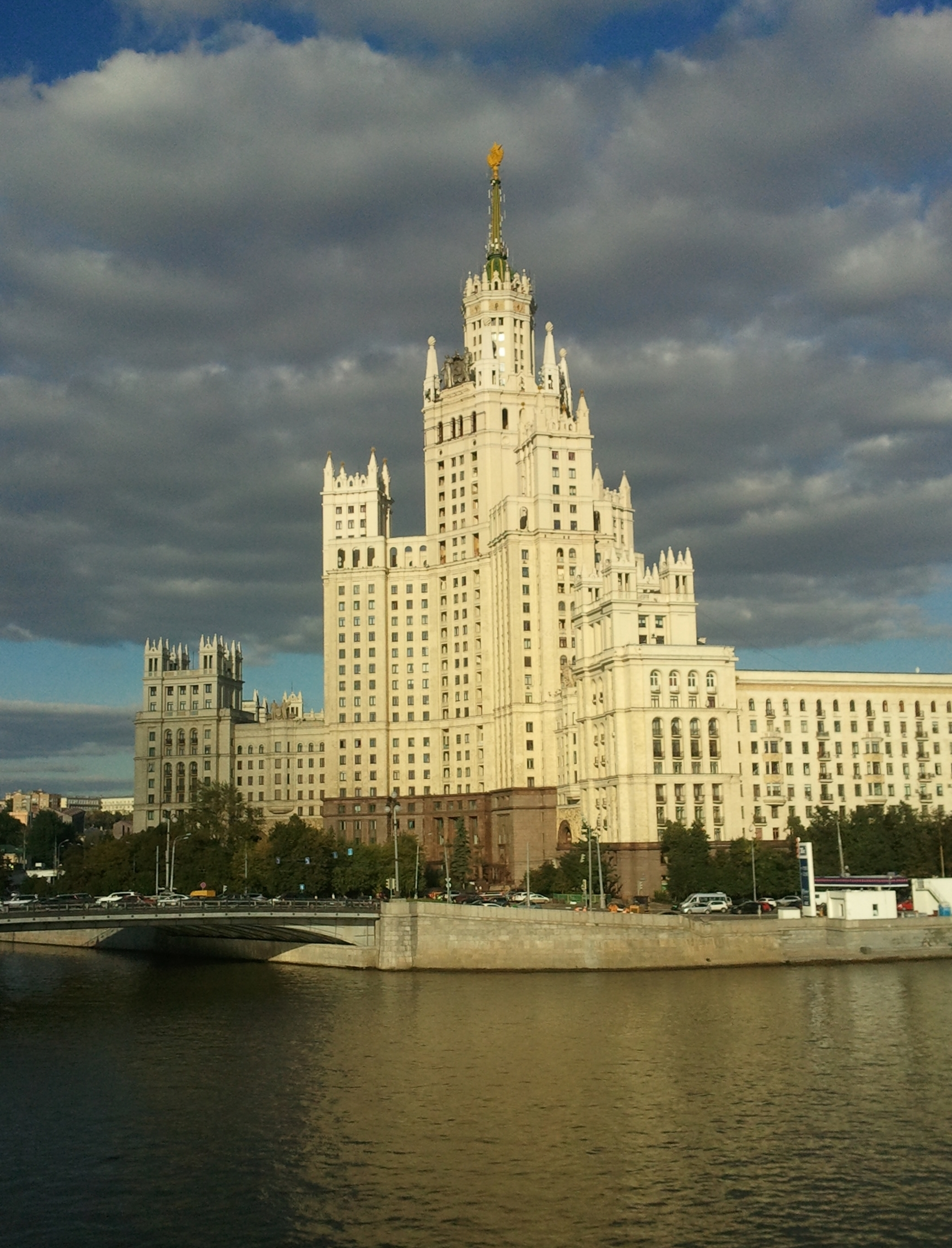
I augusti 2014, klättrade Mustang Wanted Kotelnitjeskaja-byggnaden i Moskva, målade den övre halvan av stjärnan i toppen av byggnaden i blått och fäste sedan den ukrainska flaggan ovanför.

Mustang Wanted, född 21 januari 1987 i Kiev, Ukrainska SSR, Sovjetunionen, är en pseudonym för Pavlo Gennadijovytj Usjyvets (ukrainska: Павло Геннадійович Ушивець) en ukrainsk stadsklättare och internetkändis. Han är känd för sina våghalsigheter på hög höjd, som han genomför runtom i världen utan säkerhetsutrustning.

## Beskrivning
Den 19–20 augusti 2014 klättrade han  Kotelnitjeskaja-byggnaden, en av stalinskraporna (i en grupp av skyskrapor i Moskva designade i den stalinistiska stilen), målade spiran i blått och reste den ukrainska flaggan längst upp. Han tillägnade prestationen ukrainas självständighetsdag (som firas den 24 augusti). Därefter föreslog han via internet att han var beredd att arresteras av den ryska polisen i utbyte mot frisläppandet av den ukrainske piloten Nadija Savtjenko, som blivit tillfångatagen av proryska styrkor i östra Ukraina och bortförd till Ryssland. För detta stunt erhöll han 2014 Troublemaker Award.
Mustang Wanted, som identifierar sig själv som Георгій (Heorhij) eller Григорій (Hrihorij), är bosatt i Kiev. Några andra byggnader som han har klättrat är Votivkyrkan i Wien, Princess Tower i Dubai och Nový Most i Bratislava.

## Filmografi
- Netzwerk (Falls Like Rain) (musikvideo från gruppen Klangkarussell)
- Don't look down (Channel 4, 2014)[6]

## Utmärkelser
- Commemorative Fire-arm (2014), för att ha dekorerat moderlandsmonumentet i Kiev.[7]